# Tercera División de España (Grupo VII)
El Grupo VII de Tercera División fue el grupo de dicha categoría de los equipos de la Comunidad de Madrid que disputaban la Tercera División de España, cuarta categoría del fútbol español.
Estuvo organizada por la Real Federación Española de Fútbol y administrada por la Real Federación de Fútbol de Madrid.
El C. D. Leganés "B" fue el último campeón del Grupo VII de la extinta Tercera División.
Fue sustituido en la temporada 2021-22 por el Grupo VII de la Tercera Federación, quinto nivel del sistema de ligas de fútbol de España.

## Historia
Su origen está relacionado con la reorganización de la Tercera División por comunidades autónomas. En la temporada 1979-80 se aumentó el número de grupos a ocho, y el nuevo grupo VII estuvo ocupado durante un solo año por equipos de Andalucía, Badajoz, Ceuta y Melilla con el Mérida Industrial como vencedor. En esa época, todos los clubes de Castilla jugaban en una misma división.
Un año después, en la temporada 1980-81, se aumentó otra vez el número de grupos y se reasignó el VII a la antigua región de Castilla la Nueva (incluida la Provincia de Madrid), Ávila y Segovia, mientras que en el grupo VIII recalaron la mayoría de provincias de Castilla y León.
En la campaña 1987-88 los clubes madrileños se quedaron en el grupo VII mientras que los castellanomanchegos se marcharon al recién creado grupo XVII. Esa primera temporada la disputaron Alcobendas, Alcorcón, Atlético Velilla, Aranjuez, Carabanchel, Colmenar Viejo, Colonia Moscardó, Coslada, Fuenlabrada, Maravillas, Móstoles, Navalcarnero, Pelayo, Pegaso, Pozuelo, Rayo Majadahonda, Real Madrid Aficionados, San Fernando, Valdemoro y Vicálvaro.

## Sistema de competición
Esta temporada tuvo un sistema de competición de transición, provocado por la paralización del fútbol no profesional a causa de la pandemia de Coronavirus. La Tercera División sufrió un proceso de transición en el que en la temporada 2021-2022 pasó de ser la cuarta categoría a nivel nacional a ser la quinta, y cambió su denominación a Tercera División RFEF. El lunes 14 de septiembre se confirmaron las bases de competición.
En la Primera Fase participaron veintitrés clubes encuadrados en dos subgrupos de doce y once equipos cada uno. Se enfrentaron en cada subgrupo todos contra todos en dos ocasiones -una en campo propio y otra en campo contrario- durante un total de 22 jornadas. El orden de los encuentros se decidió por sorteo antes de empezar la competición. La Federación Madrileña de Fútbol fue la responsable de designar las fechas de los partidos y los árbitros de cada encuentro, reservando al equipo local la potestad de fijar el horario exacto de cada encuentro.
Una vez finalizada la Primera Fase los tres primeros clasificados avanzaron a la Segunda Fase para Segunda División RFEF, los clasificados entre la cuarta y sexta posición lo hicieron a la Segunda Fase por la Fase Final para Segunda División RFEF / Play Off de Ascenso a Segunda División RFEF, y el resto disputaron la Segunda Fase por la Permanencia en Tercera División RFEF. Los puntos obtenidos, así como los goles, tanto a favor como en contra, se arrastraron a la siguiente fase, comenzado cada equipo su fase específica con los puntos y goles obtenidos en la Primera Fase.
En la Segunda Fase para Segunda División RFEF participaron seis clubes en un único grupo. Se rescataron los puntos obtenidos en la Primera Fase y se enfrentaron tan solo los equipos que hayan estado en distintos subgrupos en dos ocasiones -una en campo propio y otra en campo contrario- durante un total de 6 jornadas. El orden de los encuentros se decidió por sorteo antes de empezar la Fase. Los dos primeros clasificados ascendieron directamente a la nueva Segunda RFEF, mientras que los otros cuatro equipos disputaron la Fase Final de Eliminatorias a Segunda División RFEF / Play Off de Ascenso a Segunda División RFEF.
En la Segunda Fase por el Play Off de Ascenso a Segunda División RFEF participaron seis clubes en un único grupo. Se rescataron los puntos obtenidos en la Primera Fase y se enfrentaron tan solo los equipos que hayan estado en distintos subgrupos en dos ocasiones -una en campo propio y otra en campo contrario- durante un total de 6 jornadas. El orden de los encuentros se decidió por sorteo antes de empezar la Fase. Los dos primeros clasificados disputaron la Fase Final de Eliminatorias a Segunda División RFEF / Play Off de Ascenso a Segunda División RFEF, mientras que los otros cuatro equipos participarán en Tercera División RFEF.
En la Segunda Fase por la Permanencia en Tercera División RFEF participaron once clubes en un único grupo. Se rescataron los puntos obtenidos en la Primera Fase y se enfrentaron tan solo los equipos que hayan estado en distintos subgrupos en dos ocasiones -una en campo propio y otra en campo contrario- durante un total de 12 jornadas. El orden de los encuentros se decidió por sorteo antes de empezar la Fase. Los siete últimos clasificados descendieron directamente a Preferente de Aficionados, mientras que los cuatro primeros participarán en Tercera División RFEF.
El ganador de un partido obtuvo tres puntos, el perdedor cero puntos, y en caso de empate hubo un punto para cada equipo. 
Por último la Fase Final de Ascenso a Segunda División RFEF / Play Off de Ascenso a Segunda División RFEF la disputaron seis clubes en formato de eliminatorias a partido único, ejerciendo de local el equipo con mejor clasificación. En la primera ronda compitieron los dos primeros clasificados de la Fase Intermedia y los clasificados en quinta y sexta posición de la Segunda Fase de Ascenso. Los vencedores de esta ronda jugaron la segunda eliminatoria donde se incorporaron los clasificados en tercera y cuarta posición de la Segunda Fase de Ascenso. Los vencedores disputaron una final de la que salió la tercera plaza de ascenso a Segunda División RFEF.

## Ediciones
Equipos de varias provincias
| Tercera División de España (Grupo VII) | Tercera División de España (Grupo VII) | Tercera División de España (Grupo VII) | Tercera División de España (Grupo VII) | Tercera División de España (Grupo VII)                                             |
| Edición                                | Temp.                                  | Campeón                                | Subcampeón                             | Notas                                                                              |
| -------------------------------------- | -------------------------------------- | -------------------------------------- | -------------------------------------- | ---------------------------------------------------------------------------------- |
| I                                      | 1979-80                                | Mérida Industrial C. F.                | R. B. Linense                          | Se crea el Grupo VII formado por equipos de Andalucía, Badajoz, Ceuta y Melilla.   |
| II                                     | 1980-81                                | Real Aranjuez C. F.                    | C. D. Colonia Moscardó                 | Pasan a formalo equipos de Castilla la Nueva, Ávila y Segovia.                     |
| III                                    | 1981-82                                | A. D. Parla                            | Talavera C. F.                         |                                                                                    |
| IV                                     | 1982-83                                | Real Aranjuez C. F.                    | C. D. Manchego                         |                                                                                    |
| V                                      | 1983-84                                | C. D. Pegaso                           | Real Madrid Aficionados                |                                                                                    |
| VI                                     | 1984-85                                | Real Madrid Aficionados                | C. D. Valdepeñas                       |                                                                                    |
| VII                                    | 1985-86                                | C. D. Leganés                          | C. D. Valdepeñas                       | Última temporada que participan equipos de Ávila y Segovia, pasarán al Grupo VIII. |
| VIII                                   | 1986-87                                | A. D. Parla                            | C. D. Pegaso                           | Última temporada que están equipos de distintas provincias.                        |

Equipos solo de la provincia de Madrid
| Tercera División de España (Grupo VII) | Tercera División de España (Grupo VII) | Tercera División de España (Grupo VII) | Tercera División de España (Grupo VII) | Tercera División de España (Grupo VII)     | Tercera División de España (Grupo VII)                                                                                                 |
| Edición                                | Temp.                                  | Campeón                                | Subcampeón                             | Copa Comunidad - Copa RFFM de 3.ª División | Notas |
| -------------------------------------- | -------------------------------------- | -------------------------------------- | -------------------------------------- | ------------------------------------------ | --- |
| IX                                     | 1987-88                                | C. D. Pegaso                           | C. D. Colonia Moscardó                 | -                                          | Permanecen solo equipos de Madrid, el resto pasan al Grupo XVII.                                                                       |
| X                                      | 1988-89                                | C. D. Colonia Moscardó                 | C. D. Móstoles                         | -                                          | |
| XI                                     | 1989-90                                | C. D. Móstoles                         | C. F. Fuenlabrada                      | -                                          | |
| XII                                    | 1990-91                                | Real Madrid "C"                        | C. F. Fuenlabrada                      | D. A. V. Santa Ana                         | La RFFM crea la Copa Comunidad de Madrid, participan 16 equipos del Grupo 7 que no estén jugando la liguilla de ascenso o de descenso. |
| XIII                                   | 1991-92                                | Real Madrid "C"                        | Real Aranjuez C. F.                    | -                                          | La Copa Comunidad la disputan equipos de 2ªB                                                                                           |
| XIV                                    | 1992-93                                | C. F. Fuenlabrada                      | Real Madrid "C"                        | D. A. V. Santa Ana                         | |
| XV                                     | 1993-94                                | Real Aranjuez C. F.                    | C. F. Fuenlabrada                      | -                                          | |
| XVI                                    | 1994-95                                | D. A. V. Santa Ana                     | Rayo Majadahonda                       | C. D. Móstoles                             | |
| XVII                                   | 1995-96                                | Rayo Majadahonda                       | A. D. Orcasitas                        | C. F. Fuenlabrada                          | |
| XVIII                                  | 1996-97                                | Rayo Majadahonda                       | D. A. V. Santa Ana                     | C. D. San Fernando                         | |
| XIX                                    | 1997-98                                | Real Aranjuez C. F.                    | C. D. Móstoles                         | A. D. Parla                                | |
| XX                                     | 1998-99                                | Real Madrid "C"                        | C. D. Leganés "B"                      | C. D. Móstoles                             | |
| XXI                                    | 1999-00                                | C. D. Coslada                          | Real Madrid "C"                        | -                                          | |
| XXII                                   | 2000-01                                | Rayo Majadahonda                       | C. D. Las Rozas                        | Atlético Aviación                          | |
| XXIII                                  | 2001-02                                | U. D. San Sebastián de los Reyes       | C. D. Las Rozas                        | Rayo Majadahonda                           | |
| XXIV                                   | 2002-03                                | U. D. San Sebastián de los Reyes       | C. D. A. Navalcarnero                  | C. D. San Fernando                         | |
| XXV                                    | 2003-04                                | C. D. Móstoles                         | S. A. D. Pegaso-Tres Cantos            | -                                          | |
| XXVI                                   | 2004-05                                | C. D. Las Rozas                        | C. D. Móstoles                         | Real Madrid "C"                            | |
| XXVII                                  | 2005-06                                | Real Madrid "C"                        | A. D. Parla                            | -                                          | |
| XXVIII                                 | 2006-07                                | R. S. D. Alcalá                        | Getafe C. F. "B"                       | -                                          | |
| XXIX                                   | 2007-08                                | C. D. Ciempozuelos                     | C. D. A. Navalcarnero                  | -                                          | |
| XXX                                    | 2008-09                                | R. S. D. Alcalá                        | A. D. Parla                            | -                                          | |
| XXXI                                   | 2009-10                                | Rayo Vallecano "B"                     | A. D. Parla                            | -                                          | |
| XXXII                                  | 2010-11                                | Alcobendas Sport                       | C. F. Pozuelo de Alarcón               | -                                          | |
| XXXIII                                 | 2011-12                                | C. F. Fuenlabrada                      | Real Madrid "C"                        | -                                          | |
| XXXIV                                  | 2012-13                                | C. D. Puerta Bonita                    | Collado Villalba                       | -                                          | |
| XXXV                                   | 2013-14                                | C. F. Trival Valderas Alcorcón         | Rayo Vallecano "B"                     | -                                          | |
| XXXVI                                  | 2014-15                                | Rayo Majadahonda                       | C. D. A. Navalcarnero                  | -                                          | |
| XXXVII                                 | 2015-16                                | U. D. San Sebastián de los Reyes       | C. D. A. Navalcarnero                  | -                                          | |
| XXXVIII                                | 2016-17                                | Atlético de Madrid "B"                 | A. D. Unión Adarve                     | -                                          | |
| XXXIX                                  | 2017-18                                | C. F. Internacional de Madrid          | Getafe C. F. "B"                       | -                                          | |
| XL                                     | 2018-19                                | Getafe C. F. "B"                       | Las Rozas C. F.                        | A. D. Alcorcón "B"                         | Se crea la Copa RFFM de 3.ª División.                                                                                                  |
| XLI                                    | 2019-20                                | C. D. A. Navalcarnero                  | A. D. Unión Adarve                     | C. D. Móstoles URJC                        | |
| XLII                                   | 2020-21                                | C. D. Leganés "B"                      | A. D. Unión Adarve                     | C. D. Móstoles URJC                        | Última temporada con esta denominación, para la siguiente pasa a ser Tercera Federación (Grupo VII).                                   |

### Palmarés
| Equipo                               | Títulos | Temporadas                                      | Subcampeonatos | Temporadas                             |
| ------------------------------------ | ------- | ----------------------------------------------- | -------------- | -------------------------------------- |
| Real Madrid "C"                      | 5       | 1984-85,(1) 1990-91, 1991-92, 1998-99, 2005-06. | 4              | 1983-84,(1) 1992-93, 1999-00, 2011-12. |
| Real Aranjuez C. F.                  | 4       | 1980-81, 1982-83, 1993-94, 1997-98.             | 1              | 1991-92.                               |
| Rayo Majadahonda                     | 4       | 1995-96, 1996-97, 2000-01, 2014-15.             | 1              | 1994-95.                               |
| U. D. San Sebastián de los Reyes     | 3       | 2001-02, 2002-03, 2015-16.                      | -              | -                                      |
| A. D. Parla                          | 2       | 1981-82, 1986-87.                               | 3              | 2005-06, 2008-09, 2009-10.             |
| C. D. Móstoles                       | 2       | 1989-90, 2003-04.                               | 3              | 1988-89, 1997-98, 2004-05.             |
| C. F. Fuenlabrada                    | 2       | 1992-93, 2011-12.                               | 3              | 1989-90, 1990-91, 1993-94.             |
| / C. D. Pegaso                       | 2       | 1983-84, 1987-88.                               | 2              | 1986-87, 2003-04.(2)                   |
| C. D. Leganés / C. D. Leganés "B"(3) | 2       | 1985-86, 2020-21.                               | 1              | 1998-99.                               |
| R. S. D. Alcalá                      | 2       | 2006-07, 2008-09.                               | -              | -                                      |
| C. D. A. Navalcarnero                | 1       | 2019-20.                                        | 4              | 2002-03, 2007-08, 2014-15, 2015-16.    |
| C. D. Las Rozas / Las Rozas C. F.    | 1       | 2004-05.(4)                                     | 3              | 2000-01,(4) 2001-02,(4) 2018-19.       |
| C. D. Colonia Moscardó               | 1       | 1988-89.                                        | 2              | 1980-81, 1987-88.                      |
| Getafe C. F. "B"                     | 1       | 2018-19.                                        | 2              | 2006-07, 2017-18.                      |
| D. A. V. Santa Ana                   | 1       | 1994-95.                                        | 1              | 1996-97.                               |
| Rayo Vallecano "B"                   | 1       | 2009-10.                                        | 1              | 2013-14.                               |
| Mérida Industrial C. F.              | 1       | 1979-80.                                        | -              | -                                      |
| C. D. Coslada                        | 1       | 1999-00.                                        | -              | -                                      |
| C. D. Ciempozuelos                   | 1       | 2007-08.                                        | -              | -                                      |
| Alcobendas Sport                     | 1       | 2010-11.                                        | -              | -                                      |
| C. D. Puerta Bonita                  | 1       | 2012-13.                                        | -              | -                                      |
| C. F. Trival Valderas Alcorcón       | 1       | 2013-14.                                        | -              | -                                      |
| Atlético de Madrid "B"               | 1       | 2016-17.                                        | -              | -                                      |
| C. F. Internacional de Madrid        | 1       | 2017-18.                                        | -              | -                                      |
| A. D. Unión Adarve                   | -       | -                                               | 3              | 2016-17, 2019-20, 2020-21.             |
| C. D. Valdepeñas                     | -       | -                                               | 2              | 1984-85, 1985-86.                      |
| R. B. Linense                        | -       | -                                               | 1              | 1979-80.                               |
| Talavera C. F.                       | -       | -                                               | 1              | 1981-82.                               |
| C. D. Manchego                       | -       | -                                               | 1              | 1982-83.                               |
| A. D. Orcasitas                      | -       | -                                               | 1              | 1995-96.                               |
| C. F. Pozuelo de Alarcón             | -       | -                                               | 1              | 2010-11.                               |
| Collado Villalba                     | -       | -                                               | 1              | 2012-13.                               |